# Subsidien
Subsidien (der Singular Subsidium wird fast nie gebraucht; lateinisch subsidium, Plural subsidia „Hilfsmittel“) sind Unterstützungsleistungen, durch die ein bestimmter Zweck erfüllt werden soll, z. B. dass der Begünstigte sich entsprechend den Wünschen des Unterstützers verhält. Der Begriff Subsidien ist heute veraltet, stattdessen wird von Subventionen oder finanziellen Zuwendungen gesprochen.

## Antike
Subsidien bezeichnete ursprünglich das dritte Treffen der altrömischen Schlachtreihe, das erst im Notfall in den Kampf eingriff (siehe Treffentaktik). Später wurde der Begriff im übertragenen Sinne für Unterstützungen, Hilfsmittel oder -gelder verwendet.

## Mittelalter
Im Mittelalter wurden auch verschiedene Steuern als Subsidien bezeichnet.
Erste größere Subsidien zahlten die Päpste an Karl von Anjou, um damit die Eroberungen des Königreichs Sizilien zu unterstützen. Obwohl Subsidien mit einem bestimmten Zweck verbunden sind (beispielsweise der Abwehr der Türken), wurden sie auch zweckentfremdet verwendet. Anders als der Tribut waren sie kein Zeichen der Unterwerfung, sondern in der Regel vertraglich vereinbart. So wurde 1751 der Subsidienvertrag zwischen Deutschland und Frankreich erneuert und bescherte dem Hochmeister des Deutschherrenordens, Clemens August I. von Bayern, einen fühlbaren Zuwachs an Reichtum und Ansehen.

## Neuzeit
In der Neuzeit entwickeln sich Subsidien zu einem wichtigen Mittel der Diplomatie, bei dem ein Staat einem anderen Hilfsgelder aufgrund eines sogenannten „Subsidien-Vertrages“ zukommen ließ. Besonders England nutzte immer wieder Subsidienzahlungen, um eigene Truppeninterventionen zu vermeiden. So wurde Preußen im Siebenjährigen Krieg durch englische Subsidien in seinem Kampf gegen Österreich, Frankreich und Russland unterstützt. Frankreich verstärkte im gleichen Krieg seine Truppen durch württembergische Subsidienregimenter.

### Heiliges Römisches Reich
In der frühen Neuzeit waren es aber vor allem eine Reihe von Fürsten kleinerer Länder im Heiligen Römischen Reich, welche die Aufstellung von Subsidienregimentern betrieben. Besondere Bekanntheit erlangten dabei die Fürsten der Landgrafschaft Hessen-Kassel, welche ihre Einheiten geschlossen an fremde Mächte vermieteten (→ Subsidienregiment) Das letzte deutsche Subsidienregiment war von 1787 bis 1808 das württembergische Kapregiment in Diensten der Niederländischen Ostindien-Kompanie. Bereits die zeitgenössische Kritik sprach von einem moralisch verwerflichem Soldatenhandel, welcher seinen Niederschlag auch in Friedrich Schillers Drama »Kabale und Liebe« (1784) fand.

### Landgrafschaft Hessen-Kassel
Die höchsten Einnahmen aus Subsidien erzielten die Landgrafen von Hessen-Kassel im 17. und 18. Jahrhundert. Hierbei zahlte in der Regel Großbritannien Subsidien an den Landgrafen. Dafür warb er Soldaten an oder berief seit dem Ende des 18. Jahrhunderts Untertanen zum Wehrdienst ein, rüstete und bildete sie aus, und stellte diese Kontingente dann dem König von Großbritannien für dessen Kriege zur Verfügung. Dieser Soldatenhandel in großem Stil begann unter Landgraf Karl (1654–1730) Ende des 17. Jahrhunderts, zum Beispiel im Jahr 1687 mit der Ausleihe von Truppen an die Republik Venedig zum Einsatz gegen die Osmanen und setzte sich unter seinen Nachfolgern fort. Die Subsidien wurden bald zur Haupteinnahmequelle der Landgrafschaft und machten die Landgrafen Wilhelm VIII. (1682–1760), Friedrich II. (1720–1785), und Wilhelm IX. (1743–1821) zu den vermögendsten Fürsten in Deutschland. Landgraf Wilhelm VIII. vermietete während des österreichischen Erbfolgekriegs Truppen sowohl an England als auch an dessen Gegner, Kaiser Karl VII. Er „vermietete“ nahezu 17.000 Soldaten für 1,254 Millionen Pfund Sterling.
In den Zeitraum von der Mitte des 17. bis zum Ende des 18. Jahrhunderts fallen die Anlage einer Reihe von Repräsentativbauten in Kassel und Umgebung; unter anderem die Anlage des Bergparks Wilhelmshöhe mit dem Herkules, des barocken Parks Karlsaue mit dem Marmorbad und der Orangerie, der Bau von Schloss Wilhelmsthal und der Löwenburg (siehe dazu auch Blutdollar).